# Isonmetsänkari
Isonmetsänkari är en ö i Finland. Den ligger i sjön Kaljasjärvi och i kommunen Pyhäranta i den ekonomiska regionen Nystadsregionen och landskapet Egentliga Finland, i den sydvästra delen av landet, 200 km nordväst om huvudstaden Helsingfors. Öns area är 0,5 hektar och dess största längd är 180 meter i sydöst-nordvästlig riktning.